# Ufà
|  | Aquest article tracta sobre la ciutat. Vegeu-ne altres significats a «Riu Ufà». |

Ufà (en baixkir: Өфө, Öfö  [ʏ̞ˈfʏ̞] (?·pàg.); rus: Уфа) és una ciutat de Rússia, capital de la República de Baixkíria. El seu nom en tàtar vol dir petit.

## Clima
Es troba a la zona bosc-estepa de la zona temperada. El clima és moderadament continental, força humit, l'estiu és càlid amb lleugers canvis de temperatura de mes a mes. L'hivern és moderadament fred (pels estàndards russos) i prolongat. La temperatura mitjana de gener és de -12.4 ° C, amb la temperatura mínima de -48.5 ° C; i la mitjana de juliol de +19.7 ° C amb un màxim de +38.6 ° C (1952). La temperatura mitjana anual és de +3.8 º C. La pluviometria: 589 mm.

## Història
La ciutat fou fundada com una fortalesa construïda per ordre d'Ivan el Terrible el 1574, i al començament rebé el nom del turó on s'erigí: Tura-Tau. Li fou concedit l'estatus de ciutat el 1586 i durant el segle xviii esdevingué centre de comerç i cultural del sud dels Urals. Després de l'esclat de la revolta de Pugatxov tingueren lloc els fets més brutals de la seva història més moderna, atès que la fortalesa i la ciutat es trobaven enmig de les accions militars. Durant els mesos de l'hivern del 1773 al 1774 Ufà estigué assetjada pels cosacs i els insurgents baixkirs fins que foren rebutjats per les forces del govern.

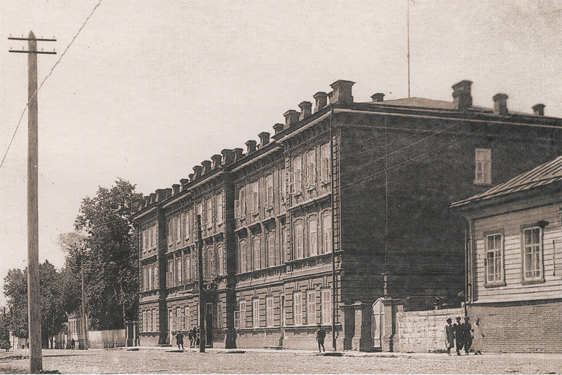
Universitat Estatal Baixkir d'Ufà, imatge de començament del.

Abans de convertir-se en un centre administratiu el 1781 d'una gubèrnia independent, Ufà, juntament amb la resta de les terres baixkirs, estigué sota la jurisdicció dels governadors d'Orenburg. I tot i que la reforma de 1796 unificà Orenburg i Ufà, un cop més, el 1802 la ciutat d'Ufà es convertí en un nou centre de tota la gubèrnia d'Orenburg que incloïa territoris grans de Baixkíria, l'óblast d'Orenburg i la de Txeliàbinsk. Durant les dècades del 1800-1810 l'arquitecte William Heste desenvolupà un pla general per a la ciutat d'Ufà com a capital regional conformant un esquema modern del seu centre històric.
El 1865 la gubèrnia d'Ufà se separà, en última instància, de la d'Orenburg. Aleshores la població d'Ufà arribà als 20.100 habitants i, des d'aleshores, el creixement de la ciutat entrà en una fase activa. La hidrovia del riu Bélaia (1870) i el ferrocarril Samara-Zlatoust (1890) connectava la ciutat a la part europea de l'Imperi Rus i estimulà el desenvolupament de la indústria lleugera de la ciutat. Com a resultat, el 1913 la població d'Ufà passà dels 100.000 habitants.
El 5 de juliol del 1918, diversos mesos després de l'establiment del poder soviètic, Ufà fou capturada per les forces anti-bolxevics amb el suport de soldats de la Legió Txeca. Per evitar el perill d'un possible avenç en el front prop de Samara, on el Comitè de membres de l'Assemblea Constituent residia inicialment, Ufà fou escollida com seu de la Conferència Estatal de setembre del 1918 de les forces anit-bolxevics de totes parts de l'Imperi. Després del final de la Conferència del 23 de setembre, Ufà esdevingué la capital del Govern Provisional de Totes les Rússies encapçalada per Nikolai Avkséntiev, més conegut com el Directori d'Ufà. Tot i que no es quedà per gaire temps a Ufà, el 9 d'octubre del 1918 es traslladà a Omsk, mentre Ufà fou capturada per l'Exèrcit Roig el desembre del 1918. Durant l'ofensiva de Koltxak els Blancs prengueren la ciutat de nou el 13 de març del 1919, però hagué de retirar-se davant els atacs de l'Exèrcit Roig, el 9 de juny.
El 14 de juny del 1922, arran de l'ampliació de la República Autònoma Socialista Soviètica de Baixkíria, Ufà es convertí en la seva nova capital. Durant la dècada del 1920 al 1930, la ciutat gaudí d'un important auge de la indústria pesant. El descobriment de petroli a Baixkíria feu d'Ufà un dels centres de l'extracció de petroli soviètica i les indústries de refinació de petroli més importants. La població cresqué fins als 500.000 habitants durant els anys 1950 i passà del milió durant els anys 1980.

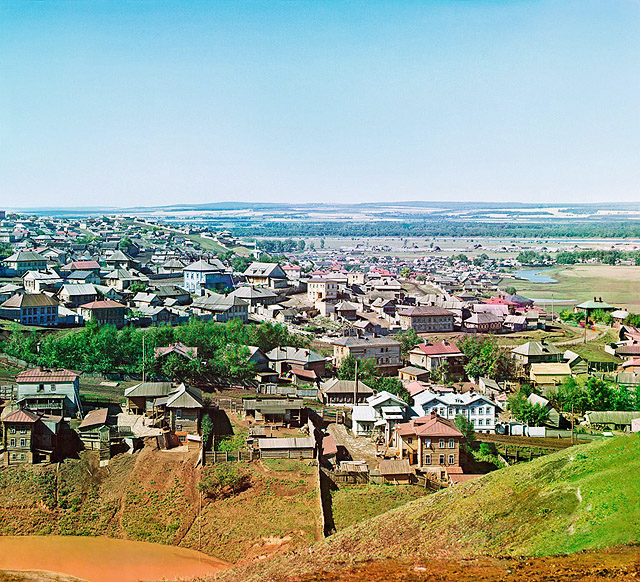
Fotografia d'Ufà presa per Prokudin-Gorski entre 1905 i 1915

## Personatges famosos
- Serguei Dovlàtov, escriptor.
- Vera Timanoff (1855-1924), pianista.
- DDT (grup)

## Ciutats agermanades
- Ankara, Turquia
- Halle, Alemanya
- Shenyang, Xina